# Popielewo (powiat chojnicki)
Popielewo (kaszb. Pòpielewò, niem. Popielewo) – wieś kaszubska w Polsce położona w województwie pomorskim, w powiecie chojnickim, w gminie Konarzyny.
W latach 1975–1998 miejscowość administracyjnie należała do województwa słupskiego.